# 황금사자상
황금사자상(이탈리아어: Leone d’oro 레오네 도로[*])은 베네치아 국제 영화제에서 영화에게 주는 최고상이다. 조직위원회가 1949년 이 상을 만들었으며, 지금은 영화 산업계에서 가장 유명한 상 가운데 하나로 꼽힌다.

## 황금사자상 수상작 목록
황금사자상을 가장 많이 수상한 국가는 14편을 수상한 프랑스이다. 소련과 러시아를 포함해 2012년까지 56편 가운데 34편이 유럽 감독이기 때문에 유럽 사람들에게 상을 주는 경향이 강하다고도 볼 수 있으나 이런 편견은 대부분 1980년대 이전에 생긴 것으로, 1980년대 이전에는 21편 가운데 3편만이 비유럽 출신 감독의 작품이다. 1949년 이후 인도 출신 미라 네어와 미국 출신 소피아 코폴라, 독일 출신 마가레테 폰 트로타, 벨기에 출신 아네스 바르다 등 여성들도 황금사자상을 수상하기 시작했다.
아시아권 작품의 수상자는 구로사와 아키라, 이나가키 히로시, 장이머우, 허우샤오셴, 자장커, 기타노 다케시, 김기덕. 리안. 차이밍량 등이 있다.
| 연도      | 제목                                | 감독                                    | 국가                               |
| --------- | ----------------------------------- | --------------------------------------- | ---------------------------------- |
| 1949      | 정부 마농                           | 앙리조르주 클루조                       | 프랑스                             |
| 1950      | 재판은 끝났다                       | 앙드레 카야트                           | 프랑스                             |
| 1951      | 라쇼몽                              | 구로사와 아키라                         | * 일본                             |
| 1952      | 금지된 장난                         | 르네 클레망                             | 프랑스                             |
| 1953      | 수상작 없음                         | 수상작 없음                             | 수상작 없음                        |
| 1954      | 로미오와 줄리엣                     | 레나토 카스텔라니                       | * 이탈리아                         |
| 1955      | 오데트                              | 칼 테오도르 드레이어                    | * 덴마크                           |
| 1956      | 수상작 없음                         | 수상작 없음                             | 수상작 없음                        |
| 1957      | 아파라지토 (불굴의 인간)            | 사티야지트 레이                         | * 인도                             |
| 1958      | 무호마츠의 일생                     | 이나가키 히로시                         | 일본                               |
| 1959      | 로베레의 장군 그레이트 워           | 로베르토 로셀리니 마리오 모니첼리       | 이탈리아                           |
| 1960      | 라인강을 넘어                       | 앙드레 카야트                           | 프랑스                             |
| 1961      | 지난 해 마리앙바드에서              | 알랭 레네                               | 프랑스                             |
| 1962      | 가족일기 이반의 어린 시절           | 발레리오 줄리니 안드레이 타르콥스키     | 이탈리아 * 소련                    |
| 1963      | 도시위에 군림하는 손                | 프란체스코 로시                         | 이탈리아                           |
| 1964      | 붉은 사막                           | 미켈란젤로 안토니오니                   | 이탈리아                           |
| 1965      | 올사의 아름다운 별                  | 루키노 비스콘티                         | 이탈리아                           |
| 1966      | 알제리 전투                         | 질로 폰테코르보                         | 이탈리아                           |
| 1967      | 세브린느                            | 루이스 부뉴엘                           | 프랑스                             |
| 1968      | 서커스단의 예술가들                 | 알렉산더 클루게                         | * 서독                             |
| 1969-1979 | 수상작 없음                         | 수상작 없음                             | 수상작 없음                        |
| 1980      | 아틀란틱 시티 글로리아              | 루이 말 존 카사베츠                     | * 캐나다/ 프랑스 * 미국            |
| 1981      | 독일 자매                           | 마가레테 폰 트로타                      | 서독                               |
| 1982      | 사물의 상태                         | 빔 벤더스                               | 서독                               |
| 1983      | 미녀 갱 카르멘                      | 장뤼크 고다르                           | 프랑스                             |
| 1984      | 태양의 해                           | 크르지조프 자누세                       | * 폴란드                           |
| 1985      | 방랑자                              | 아네스 바르다                           | 프랑스                             |
| 1986      | 녹색 광선                           | 에릭 로메르                             | 프랑스                             |
| 1987      | 굿바이 칠드런                       | 루이 말                                 | 프랑스                             |
| 1988      | 영험한 애주가의 전설                | 에르만노 올미                           | 이탈리아                           |
| 1989      | 비정성시                            | 허우샤오셴                              | * 타이완                           |
| 1990      | 로젠크란츠와 길덴스턴은 죽었다      | 톰 스토파드                             | * 영국/ 미국                       |
| 1991      | 우르가                              | 니키타 미할코프                         | 소련                               |
| 1992      | 귀주 이야기                         | 장이머우                                | * 중화인민공화국                   |
| 1993      | 숏 컷 세 가지 색: 블루              | 로버트 올트먼 크시슈토프 키에실로프스키 | 미국 프랑스/ 폴란드                |
| 1994      | 애정만세 비포 더 레인               | 차이밍량 밀초 만체프스키                | 대만 * 북마케도니아                |
| 1995      | 씨클로                              | 쩐아잉흥                                | * 프랑스- 베트남                   |
| 1996      | 마이클 콜린스                       | 닐 조던                                 | * 아일랜드                         |
| 1997      | 하나비                              | 기타노 다케시                           | 일본                               |
| 1998      | 우리가 웃는 법                      | 잔니 아멜리오                           | 이탈리아                           |
| 1999      | 책상서랍 속의 동화                  | 장이머우                                | 중국                               |
| 2000      | 써클                                | 자파르 파나히                           | * 이란                             |
| 2001      | 몬순 웨딩                           | 미라 네어                               | 인도/ 미국/ 이탈리아/ 프랑스/ 독일 |
| 2002      | 막달레나 시스터즈                   | 피터 멀런                               | * 아일랜드                         |
| 2003      | 리턴                                | 안드레이 즈뱌긴체프                     | 러시아                             |
| 2004      | 베라 드레이크                       | 마이크 리                               | 영국                               |
| 2005      | 브로크백 마운틴                     | 리안                                    | 미국                               |
| 2006      | 스틸 라이프                         | 자장커                                  | 중국                               |
| 2007      | 색, 계                              | 리안                                    | 미국/ 중국/ 대만                   |
| 2008      | 더 레슬러                           | 대런 애러노프스키                       | 미국                               |
| 2009      | 레바논                              | 사무엘 마오즈                           | * 이스라엘                         |
| 2010      | 썸웨어                              | 소피아 코폴라                           | 미국                               |
| 2011      | 파우스트                            | 알렉산드르 소쿠로프                     | 러시아                             |
| 2012      | 피에타                              | 김기덕                                  | * 대한민국                         |
| 2013      | 성스러운 도로                       | 잔프랑코 로시                           | 이탈리아                           |
| 2014      | 비둘기, 가지에 앉아 존재를 성찰하다 | 로이 안데르손                           | * 스웨덴                           |
| 2015      | 프롬 어파                           | 로렌소 비가스                           | * 베네수엘라                       |
| 2016      | 떠나간 여인                         | 라브 디아즈                             | * 필리핀                           |
| 2017      | 셰이프 오브 워터: 사랑의 모양       | 기예르모 델 토로                        | * 멕시코                           |
| 2018      | 로마                                | 알폰소 쿠아론                           | 멕시코                             |
| 2019      | 조커                                | 토드 필립스                             | 미국                               |
| 2020      | 노마드랜드                          | 클로이 자오                             | 미국                               |
| 2021      | 레벤느망                            | 오드리 디완                             | 프랑스                             |
| 2022      | 낸 골딘, 모든 아름다움과 유혈사태   | 로라 포이트러스                         | 미국                               |
| 2023      | 가여운 것들                         | 요르고스 란티모스                       | 아일랜드/ 영국/ 미국               |
| 2024      | 룸 넥스트 도어                      | 페드로 알모도바르                       | 스페인                             |

* 는 첫 수상을 나타낸다

## 명예 황금사자상
| 연도 | 수상자 |
| ---- | --- |
| 1970 | 오손 웰스 |
| 1971 | 잉그마르 베르히만, 존 포드, 마르셀 카르네 |
| 1972 | 찰리 채플린, 아나톨리 솔로니친, 빌리 와일더 |
| 1982 | 알레산드로 블라세티, 루이스 부뉴엘, 프랭크 캐프라, 조지 큐커, 장 뤽 고다르, 세르게이 유트케비치, 알렉산더 클루게, 구로사와 아키라, 마이클 파월 사티야지트 레이 킹 비더 체사레 자바티니 |
| 1983 | 미켈란젤로 안토니오니 |
| 1985 | 마노엘 드 올리베이라, 존 휴스턴, 페데리코 펠리니 |
| 1986 | 파올로 타비아니, 비토리오 타비아니 |
| 1987 | 루이지 코멘치니, 조지프 L. 맹키위츠 |
| 1988 | 요리스 이벤스 |
| 1990 | 마르첼로 마스트로야니, 얀초 미클로시 |
| 1991 | 마리오 모니첼리, 잔 마리아 볼론테 |
| 1992 | 잔 모로, 프랜시스 포드 코폴라, 파올로 빌라지오 |
| 1993 | 스티븐 스필버그, 로버트 드 니로, 클라우디아 카르디날레, 로만 폴란스키 |
| 1994 | 알 파치노, 수소 체키 다미코, 켄 로치 |
| 1995 | 우디 앨런, 모니카 비티, 마틴 스코세이지, 알베르토 소르디, 엔니오 모리코네, 주세페 드 산티스, 고프레도 롬바르도, 알랭 레네                                                              |
| 1996 | 로버트 올트먼, 비토리오 가스만, 더스틴 호프먼, 미셸 모르강 |
| 1997 | 제라르 드파르디외, 스탠리 큐브릭, 알리다 발리 |
| 1998 | 워런 비티, 소피아 로렌, 안제이 바이다 |
| 1999 | 제리 루이스 |
| 2000 | 클린트 이스트우드 |
| 2001 | 에릭 로메르 |
| 2002 | 디노 리시 |
| 2003 | 디노 드 로렌티스, 오마 샤리프 |
| 2004 | 스탠리 도넌, 마노엘 드 올리베이라 |
| 2005 | 미야자키 하야오, 스테파니아 산드렐리 |
| 2006 | 데이비드 린치 |
| 2007 | 팀 버튼, 베르나르도 베르톨루치 |
| 2008 | 에르만노 올미 |
| 2009 | 존 래시터, 브래드 버드, 피트 닥터, 앤드루 스탠턴, 리 언크리치 |
| 2010 | 우위썬 |
| 2011 | 마르코 벨로치오 |
| 2012 | 프란체스코 로시 |
| 2013 | 윌리엄 프리드킨 |
| 2014 | 셀마 스쿤메이커, 프레더릭 와이즈먼 |
| 2015 | 베르트랑 타베르니에 |
| 2016 | 장폴 벨몽도, 예지 스콜리모프스키 |
| 2017 | 제인 폰다, 로버트 레드포드 |
| 2018 | 데이비드 크로넌버그, 버네사 레드그레이브 |
| 2019 | 줄리 앤드루스, 페드로 알모도바르 |
| 2020 | 허안화, 틸다 스윈턴 |
| 2021 | 로베르토 베니니, 제이미 리 커티스 |
| 2022 | 카트린 드뇌브, 폴 슈레이더 |
| 2023 | 릴리아나 카바니, 양조위 |
| 2024 | 피터 위어, 시고니 위버 |
| 2025 | 베르너 헤어초크 |

## 2회 이상 수상자
- 앙드레 카야트 (1950; 1960)
- 루이 말 (1980; 1987)
- 장이머우 (1992; 1999)
- 리안 (2005; 2007)

## 같이 보기
- 은사자상
- 황금곰상, 베를린 국제 영화제의 최고상.
- 황금종려상, 칸 영화제의 최고상.